# Peter Lim
Peter Lim (Singapura, 21 de maio de 1953) é um magnata de negócios de Singapura, antigo corretor de bolsa e atualmente investidor privado. Em 2019, a revista Forbes classificou-o como a décima pessoa mais rica de Singapura, com um património líquido de 2,5 mil milhões de dólares. É acionista do clube inglês Salford City e proprietário do clube espanhol Valencia C.F. desde 2014.
Em 2010, Lim recebeu a maior indmenização por difamação da história da Singapura após uma batalha legal com o Raffles Town Club.

## Infância e Juventude
Filho de um peixeiro, Lim e os seus sete irmãos cresceram num apartamento de dois quartos na unidade habitacional pública de Bukit Ho Swee. Lim completou o ensino secundário no Instituto Raffles. Após cumprir o serviço militar obrigatório, Lim mudou-se para Perth, para estudar na Universidade da Austrália Ocidental. Para pagar as propinas, Lim trabalhou em part-time como taxista, cozinheiro e empregado de mesa.
Foi enquanto trabalhador na cadeia de fast-food australiana Red Rooster que Lim começou a entender o mundo dos negócios, estudando a forma como a empresa começou, cresceu e se expandiu.
Após se formar com uma licenciatura em contabilidade e finanças, Lim começou a trabalhar como contabilista e consultor fiscal, antes de entrar no mercado de ações.

## Início de Carreira
No início dos anos 90, Lim investiu cerca de 10 milhões de dólares numa startup de óleo de palma, a Wilmar. Em 2010, Lim vendeu as suas ações no auge dos preços das commodities por 1,5 mil milhões de dólares.
Conhecido por "Rei dos Intermediários" devido ao seu sucesso no mercado de ações, Lim explicou que, embora tenha existido um elemento de sorte, alcançou tal sucesso criando um papel para si mesmo como "banco comercial de um homem só" no mundo das fusões e aquisições da Indonésia, no final dos anos 80. 
Lim deixou o negócio da corretagem em 1996, tornando-se investidor privado. Conseguiu escapar à  crise financeira asiática de 1997, pois tinha liquidado a maioria das suas ações e mantido o dinheiro em mãos.

## Investimento Desportivo
No setor desportivo, Lim detém o controle acionário (83%) do clube de futebol espanhol Valencia, da La Liga, possui uma participação de 40% no clube de futebol inglês Salford City, da League Two (com os outros 60% a pertencerem aos ex-jogadores do Manchester United Ryan Giggs, Gary e Phil Neville, Paul Scholes, Nicky Butt e David Beckham), ações na fabricante britânica de supercarros McLaren Automotive e é dono do Hotel Football, localizado perto de Old Trafford, em Manchester.
Desde que se tornou acionista maioritário do Valencia, em 2014, o clube qualificou-se apenas 3 vezes para a Liga dos Campeões, mas também venceu a Copa del Rey em 2019. Após 6 anos sob as rédeas de Lim, o clube espanhol teve um desempenho constantemente inferior ao esperado e sofreu alguns dos piores resultados da sua história recente. Contrariamente, o Salford City conquistou 4 promoções em 5 temporadas, chegando à League Two em 2019 e vencendo o EFL Trophy de 2020, derrotando o Portsmouth na final, após grandes penalidades.

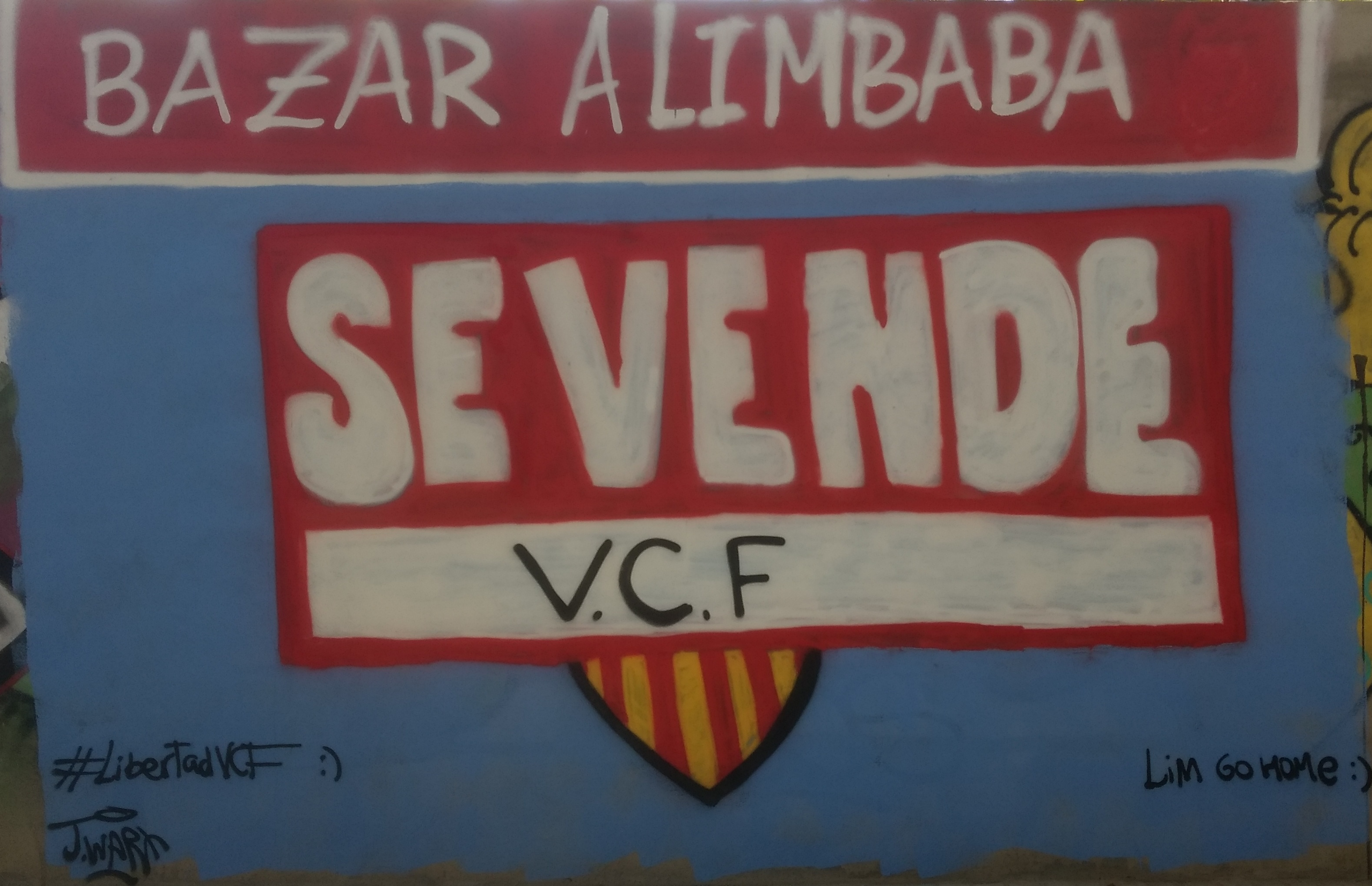
Grafíti contra Peter Lim perto do Mestalla (2020).

Em maio de 2014, Lim foi anunciado pela Fundación Valencia C.F. como comprador de 70,4% das ações possuídas pela fundação do clube. Após meses de negociações entre Lim e o Bankia (principal credor do clube), um acordo foi alcançado em agosto. A 2 de julho de 2014, Nuno Espírito Santo foi anunciado como treinador do Valencia, uma das condições impostas por Lim ao adquirir o clube. A contratação levantou algumas suspeitas na comunicação social, visto que Nuno tinha sido o primeiro cliente do agente futebolístico Jorge Mendes com quem mantinha um relacionamento próximo. Lim e Mendes são também amigos íntimos e parceiros de negócios. Independentemente de tal, a primeira época de Nuno foi um sucesso. O clube fez contratações notáveis como Álvaro Negredo, André Gomes e Enzo Pérez, que acabava de ser eleito Futebolista do Ano da Primeira Liga portuguesa. O Valência terminou a temporada 2014–15 em 4º lugar, com 77 pontos, qualificando-se para a Liga dos Campeões.
O Valência entrou mal na temporada 2015–16, vencendo apebas 5 dos 13 primeiros jogos do campeonato e não conseguindo passar da fase de grupos da Liga dos Campeões. Preocupação começou a surgir entre os adeptos devido à crescente influência de Jorge Mendes nas atividades do clube. A 29 de novembro, Nuno demitiu-se do cargo de treinador e a 2 de dezembro o ex-defesa do Manchester United Gary Neville foi contratado como seu substituto. O Valencia não venceu nenhum dos 9 primeiros jogos sob o comando do inglês, até conseguir bater o Espanyol por 2–1 no décimo jogo do técnico. A 30 de março de 2016, Neville foi despedido, tornando-se o treinador com a menor percentagem de vitórias na La Liga da história do Valencia (apenas contabilizando treinadores com um mínimo de 5 jogos), ao vencer apenas 3 de 16 partidas. O seu substituto foi Pako Ayestarán, contratado por Neville como adjunto apenas um mês antes. O Valencia terminou a época na 12ª posição da La Liga, mesmo possuíndo o 4º maior orçamento da competição.

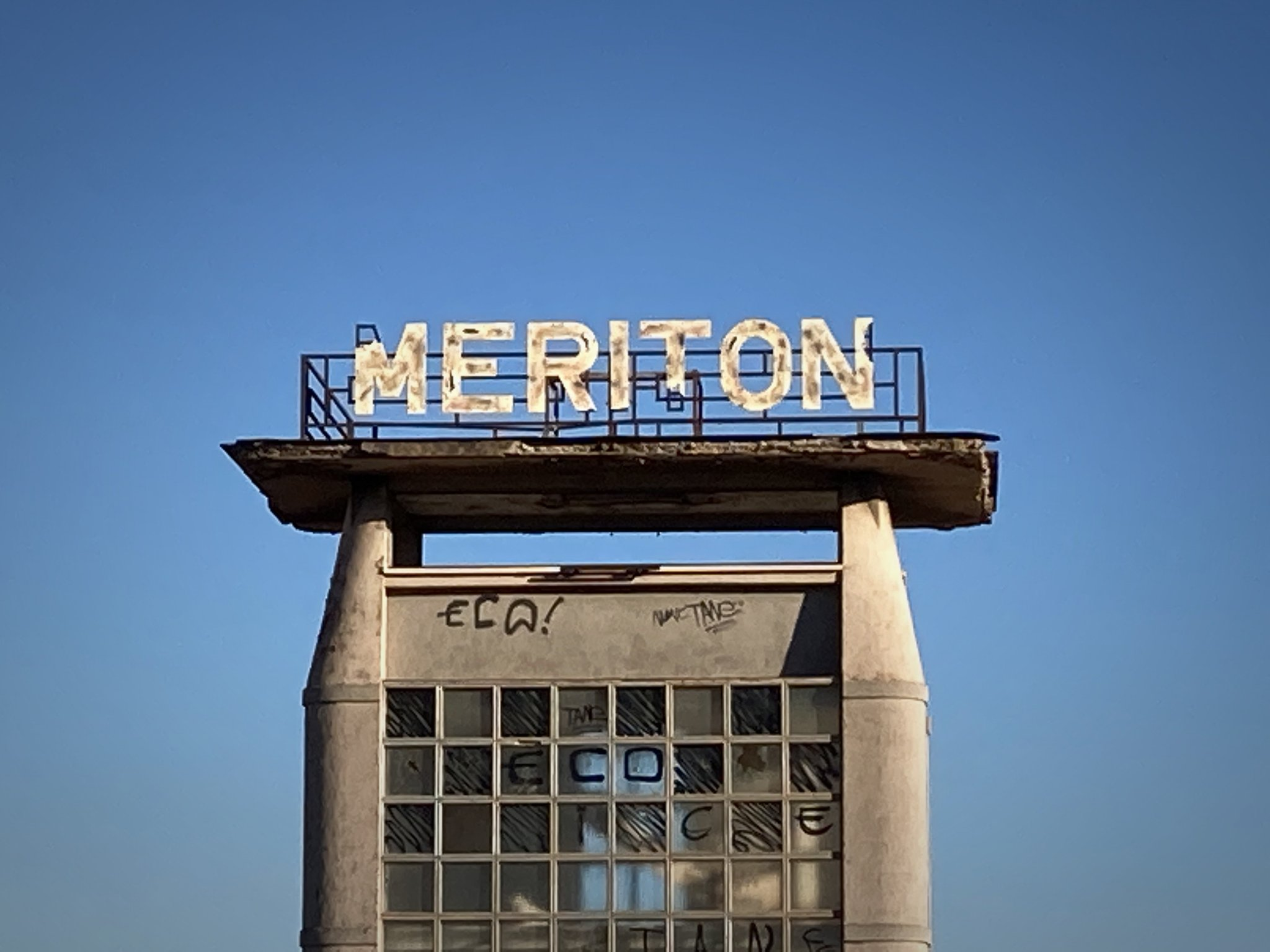
Protesto contra Peter Lim. Adeptos do Valencia compararam a Meriton Holdings com um edifício em ruínas (2021).

No verão de 2016, André Gomes e Paco Alcácer foram vendidos ao Barcelona e Shkodran Mustafi foi vendido ao Arsenal, enquanto Ezequiel Garay e Nani foram contratados. Pako Ayestarán foi despedido a 21 de setembro de 2016 após quatro derrotas consecutivas no início da temporada 2016–17. O ex-treinador da Seleção Italiana, Cesare Prandelli, foi anunciado como como seu sucessor a 28 de setembro. No entanto, o italiano demitiu-se após apenas três meses, a 30 de dezembro, alegando falsas promessas de transferência por parte do clube como motivo. Dias depois, a 7 de janeiro de 2017, o diretor desportivo do Valencia, Jesús García Pitarch, também se demitiu, justificando que se sentia como um escudo para as críticas ao clube e que não conseguia defender um projeto em que já não acreditava. Voro foi pela 5ª vez nomeado treinador interino até ao final da época, com o Valencia na 17ª posição e em risco de despromoção. No entanto, os resultados melhoraram e o clube terminou a temporada na 12ª posição, evitando a descida de divisão. A 27 de março, Mateu Alemany foi anunciado como novo diretor-geral do Valencia.
O clube também anunciou que a sua presidente, Lay Hoon Chan, tinha apresentado a sua demissão e que seria substituída por Anil Murthy. Após surgirem rumores sobre tentativas de Lim de vender o clube, Murthy garantiu aos adeptos e à comunicação social que o Valencia era um projeto de longo prazo para ele e Lim, e que não considerariam a sua venda. Para a temporada seguinte, o ex-técnico do Villarreal, Marcelino, foi anunciado como novo treinador, a 12 de maio de 2017.
A primeira época de Marcelino no comando do Valencia foi um sucesso, com o clube a terminar em 4º lugar na La Liga, garantindo o regresso à Liga dos Campeões.
Na temporada seguinte, o Valencia terminou novamente na 4ª posição no campeonato, alcançou as semifinais da Liga Europa e, a 25 de maio de 2019, conquistou a Copa del Rey pela primeira vez desde 2008, derrotando o Barcelona na final. No entanto, a 11 de setembro de 2019, tanto Marcelino como Alemany foram despedido após se desentenderem com Lim.
O treinador foi substituído por Albert Celades, que acabou também despedido após uma série de maus resultados, apesar de ter levado o clube à fase a eliminar da Liga dos Campeões. O novo diretor desportivo César Sanchez demitiu-se na mesma temporada, perfazendo um total de 6 treinadores e 6 diretores desportivos diferentes desde que Lim comprar o Valencia até 2020.

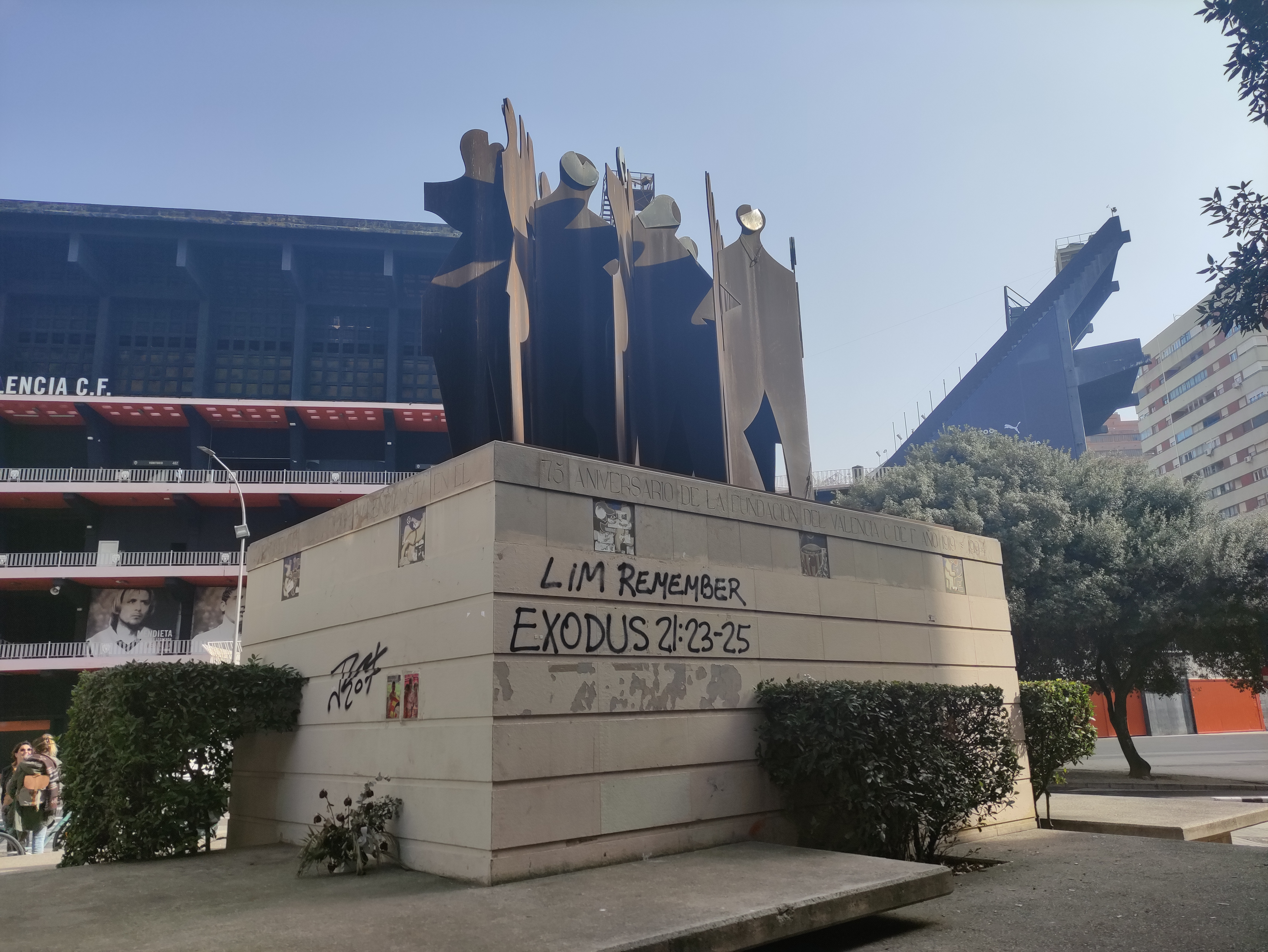
Lim, lembra-te de Êxodo 21:23-25 ("olho por olho"). Grafíti contra Peter Lim em frente ao Mestalla (2023).

Para a temporada 2020–21, Javi Gracia foi contratado como treinador. Foi-lhe colocada em mãos uma equipa composta por jovens promessas e jogadores de perfil inferior, visto que o Valencia não contratara nenhum jogador no mercado de verão e perdera jogadores importantes: o capitão Dani Parejo, que saiu a custo zero para o rival regional Villarreal; e Ferran Torres foi vendido ao Manchester City por metade do seu valor de mercado, após se recusar a renovar contrato. No geral, o Valencia vendeu jogadores em troco de 85 milhões de dólares, que permitiram reequilibrar as contas do clube e pagar os salários aos jogadores, algo que o clube não havia conseguido fazer no início da época. No mercado de inverno, o clube reforçou a equipa com três contratações por empréstimo: o ponta-de-lança italiano Patrick Cutrone, o médio-defensivo uruguaio Christian Oliva, e o defesa-central português Ferro.
Após seis temporadas sob a direção de Peter Lim, o Valencia começou a pagar a sua dívida aos bancos, algo que previamente era financeiramente incapaz de fazer. Até à atualidade, o clube acumulou um prejuízo de 323 milhões de euros. Durante o mesmo período de seis anos, a maior empresa de investimentos de Lim, a Thomson Medical Group, também perdeu 1,7 mil milhões de euros. A sua gestão do Valencia, caraterizada por vendas de jogadores e falta de contratações, foi fortemente criticada não só pelos adeptos do Valencia, mas também por jogadores como Geoffrey Kondogbia, e treinadores e diretores como Cesare Prandelli, Javier Subirats, e Javi Gracia.
Em outubro de 2021, Peter Lim co-fundou, com o seu filho, a ZujuGP - uma plataforma digital que visa digitalizar a experiência de jogos ao vivo para os adeptos, fornecendo opções de entretenimento, networking e comércio eletrônico. Também tenciona construir um ecossistema de serviços para os clubes recrutarem jogadores e funcionários, treinarem e orientarem aspirantes a jogadores, através da sua plataforma de código aberto e orientada por inteligência artificial. ZujuGP é apoiada por Cristiano Ronaldo, que é amigo de longa data e parceiro de Peter Lim.
Durante a temporada 2022-23, a situação do Valencia piorou ainda mais. O treinador Gennaro Gattuso foi despedido em janeiro, deixando a equipa em lugar de despromoção. O seu substituto, Rubén Baraja, foi o 12º treinador da equipa desde a compra do clube por Lim, com uma média de dois técnicos diferentes por temporada. Entretanto, os adeptos protestam contra a má gestão do clube por Lim há anos, tendo, inclusive, um clube de fãs endereçado uma carta de protesto ao Consulado de Singapura em Madrid.

## Filantropia
Em junho de 2010, a Fundação Olímpica de Singapura (SOF) criou a Bolsa SOF-Peter Lim com uma doação de 10 milhões de dólares de Lim - a maior doação de um indivíduo para o desenvolvimento desportivo da história da Singapura. Os destinatários são geralmente estudantes provenientes de contextos com dificuldades económicas e que demonstraram potencial para se destacar em determinados desportos. Em 2019, Lim prometeu continuar a apoiar jovens atletas locais por mais 10 anos, de 2021 a 2030, doando mais 10 milhões de dólares à bolsa de estudos. Desde a sua criação, 2.642 alunos-atletas receberam bolsas no valor de 7,2 milhões de dólares.
Lim doou também 20 milhões de dólares para a criação de um projeto comunitário focado em ajudar crianças de origens menos privilegiadas a atingir o seu potencial.
Em 2014, Lim doou 3 milhões de dólares à Nanyang Technological University para financiar uma cátedra em Estudos da Paz na Escola de Estudos Internacionais S. Rajaratnam, para proteger e promover a harmonia em Singapura.